# Frederic Bartlett
Frederic Charles Bartlett (1886–1969) – brytyjski psycholog.
Ukończył University of London oraz St John’s College na Uniwersytecie Cambridge . Prowadził badania nad myśleniem oraz pamięcią. Stworzył pojęcie pamięci aktywnej. Wprowadził do psychologii procesów poznawczych pojęcie schematu. Był pierwszym profesorem psychologii eksperymentalnej Uniwersytetu w Cambridge oraz członkiem Royal Society w Londynie.
Bartlett był jednym z prekursorów psychologii poznawczej. Posiadał tytuł szlachecki Sir. W 1952 roku otrzymał Royal Medal, nagrodę naukową przyznawaną przez Royal Society w Londynie. Na cześć Bartletta brytyjskie The Ergonomics Society przyznaje nagrody jego imienia .